# St. Anthony (Minnesota)
St. Anthony é uma cidade localizada no estado americano do Minnesota, no Condado de Hennepin.

## Demografia
Segundo o censo americano de 2000, a sua população era de 8012 habitantes.

## Geografia
De acordo com o United States Census Bureau tem uma área de 6,1 km², dos quais 5,9 km² cobertos por terra e 0,2 km² cobertos por água.

## Localidades na vizinhança
O diagrama seguinte representa as localidades num raio de 8 km ao redor de St. Anthony.